# 虹桥综合交通枢纽

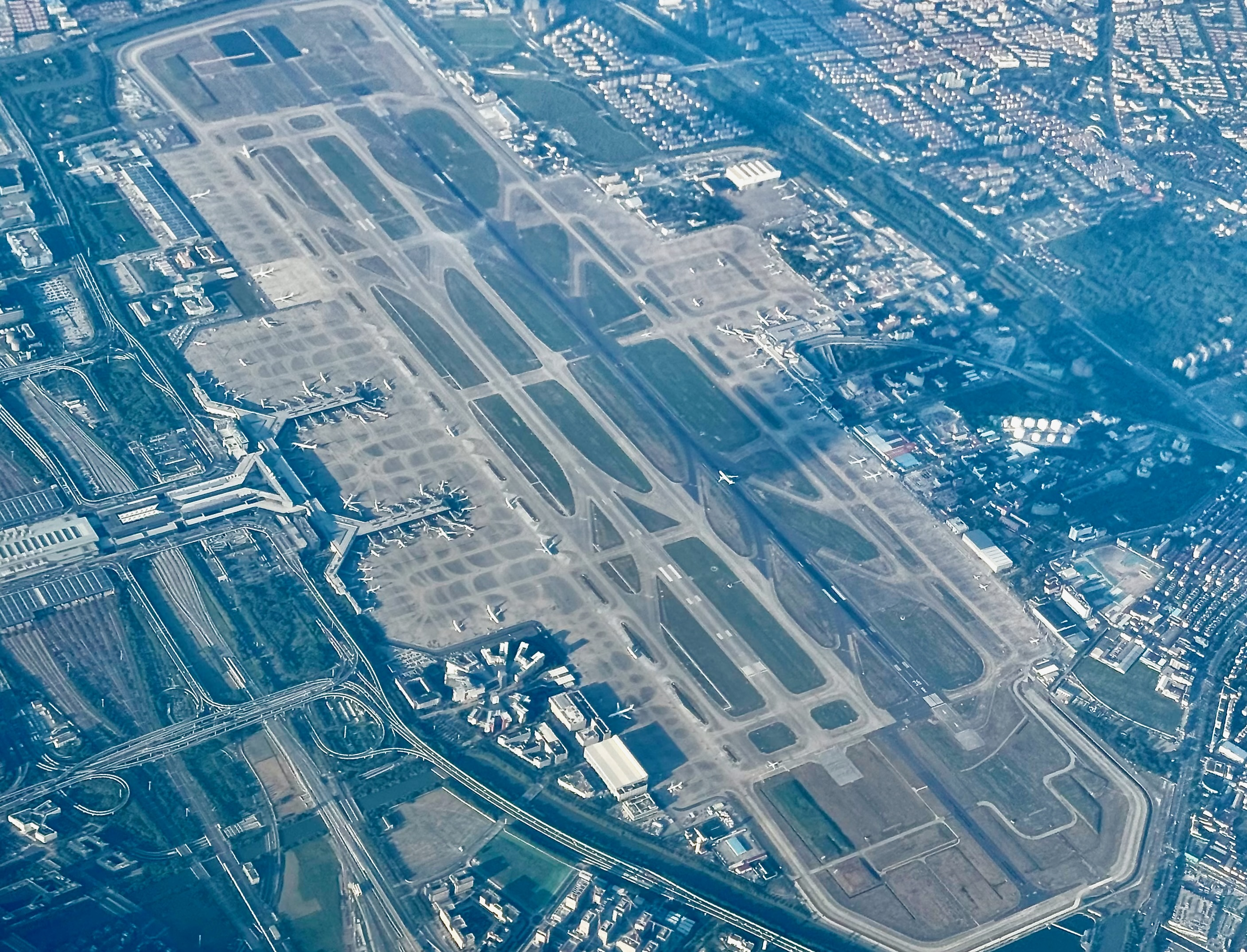
虹桥综合交通枢纽鸟瞰（2024年）

虹橋综合交通樞紐位於上海闵行区北部，在原虹橋機場一号航站楼以西，內有虹橋機場二号航站楼、虹橋鐵路車站、長途巴士總站、機場。2006年動工，於2010年建成啟用以迎接2010年上海世博會，是全球最大的綜合交通樞紐。截止至2017年上半年，虹桥枢纽日均发送旅客达到104.87万人次。其中，民航输送量已占全市45%，铁路输送量占全市64%。2021年2月，中國国务院批复《虹桥国际开放枢纽建设总体方案》，虹桥综合交通枢纽將升級為虹桥国际开放枢纽。

## 概况

### 建设背景
为构建世界级国际大都市发展框架，上海加快「四个中心」——国际经济中心，国际金融中心，国际贸易中心，国际航运中心——建设进入关键阶段的五年。在此背景下，为了实现发展目标之一的“国际航运中心”，结合虹桥机场扩建、高铁上海站重新选址、磁悬浮城际与市域规划“三大契机”在上海建设长三角最大的现代化大型交通枢纽工程，整合航空、铁路、公路客运、公交换乘各种交通方式，上海市政府提出了建设面向全国、服务长三角的“虹桥综合交通枢纽”的设想。
2006年3月24日正式成立虹桥综合交通枢纽项目指挥部，负责该项目的正式推进。2006年7月，上海申虹投资发展有限公司正式成立，该公司全面负责虹桥综合交通枢纽(除机场内部)的开发建设。虹桥机场内部规划与实施由机场集团负责。虹桥综合交通枢纽建设按照“今年年底主体工程全面开工，2009年底工程竣工，2010年世博会前投入使用”的工程建设总目标，合理组织工程实施。

### 国际开放枢纽
2021年2月22日，国家发展和改革委员会批准了上海市、江苏省、浙江省、安徽省提出的《虹桥国际开放枢纽建设总体方案》，决定将虹桥枢纽升级为交通枢纽和商务中心。

## 鐵路

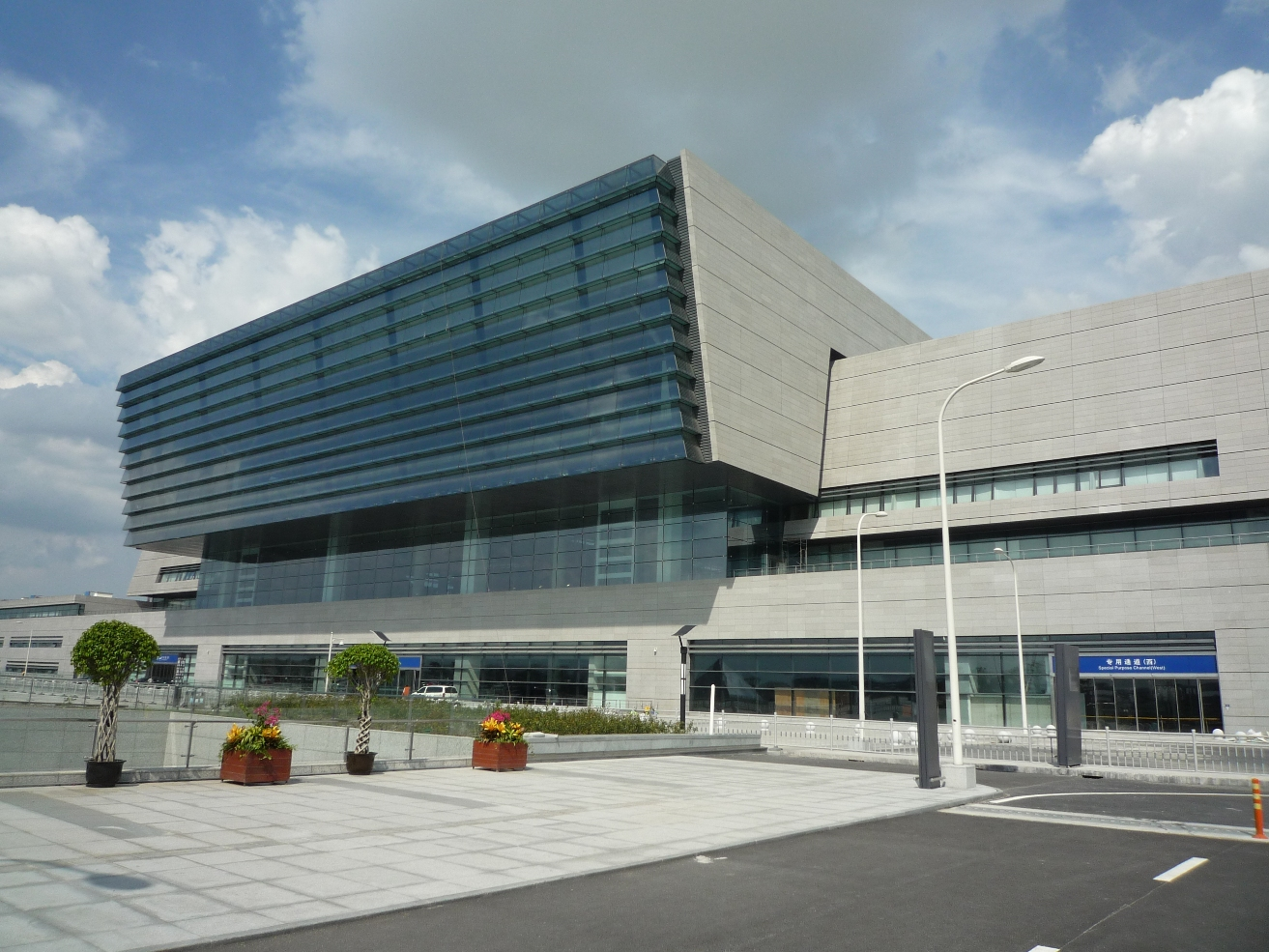
上海虹桥站站房

虹橋交通樞紐內的虹橋站是京滬高速鐵路、滬寧高速鐵路、沪昆高速鐵路的交匯點，設高速和综合兩個車場，總規模為16台30線，其中高速場10台19線，城際普速場6台11線。站房總建築面積約24萬平方米。上海虹橋站工程計畫竣工日期與京滬高速鐵路工程同步。其中，站房主體及綜合場工程滿足2010年上海世博會期間投入使用的要求。

## 機場
佔地約9平方公里，把原來的機場擴建，新航站樓擴建工程滿足2015年旅客輸送量4000萬人次、貨郵輸送量100萬噸的能力設計建設將比現時總吞吐量大三倍。建設主要包括在現有跑道西側新建一條長3300米、寬60米的4E級近距離平行跑道及一座25萬平方米的航站樓。

## 轨道交通

### 地铁
- █ 2号线 █ 10号线 虹桥2号航站楼站
- █ 2号线 █ 10号线 █ 17号线 虹桥火车站站

### 市域铁
- 机场联络线、嘉闵线、示范区线 虹桥2号航站楼站

## 道路交通

### 停车场
P6、P7停车库分列虹桥枢纽东交通中心南北两侧，各设有五层，层高限制为1.9米，设2780个小型车位。为了方便用户更方便地寻找车位，P6、P7停车场除了将停车区域编号之外，还引入了“动物”和“水果”等具象名词来划分区域：P6（北侧）为蓝色墙面“动物”标识，P7（南侧）为绿色墙面“水果”标识。
P5、P8停车场位于P6、P7停车场南北外侧的地面层，各设中巴车位130个。
|     | 北       | 东交通中心 | 南       |
| --- | -------- | ---------- | -------- |
| 2F  | 橘子     | 航班到达   | 长颈鹿   |
| M1  | 西瓜     |            | 大象     |
| 1F  | 香蕉     | 公交场站   | 袋鼠     |
| BM1 | 葡萄     |            | 斑马     |
| B1  | P8、菠萝 |            | 骆驼、P5 |

P9、P10停车场位于虹桥西交通中心南北两侧。
|     | 北                 | 西交通中心 | 南               |
| --- | ------------------ | ---------- | ---------------- |
| 1F  | 胡萝卜（中大型车） | 公交场站   | 老鹰（中大型车） |
| BM2 | 辣椒               |            | 白鸽             |
| BM1 | 茄子               |            | 青蛙             |
| B1  | 南瓜               |            | 金鱼             |

### 快速疏散高架路

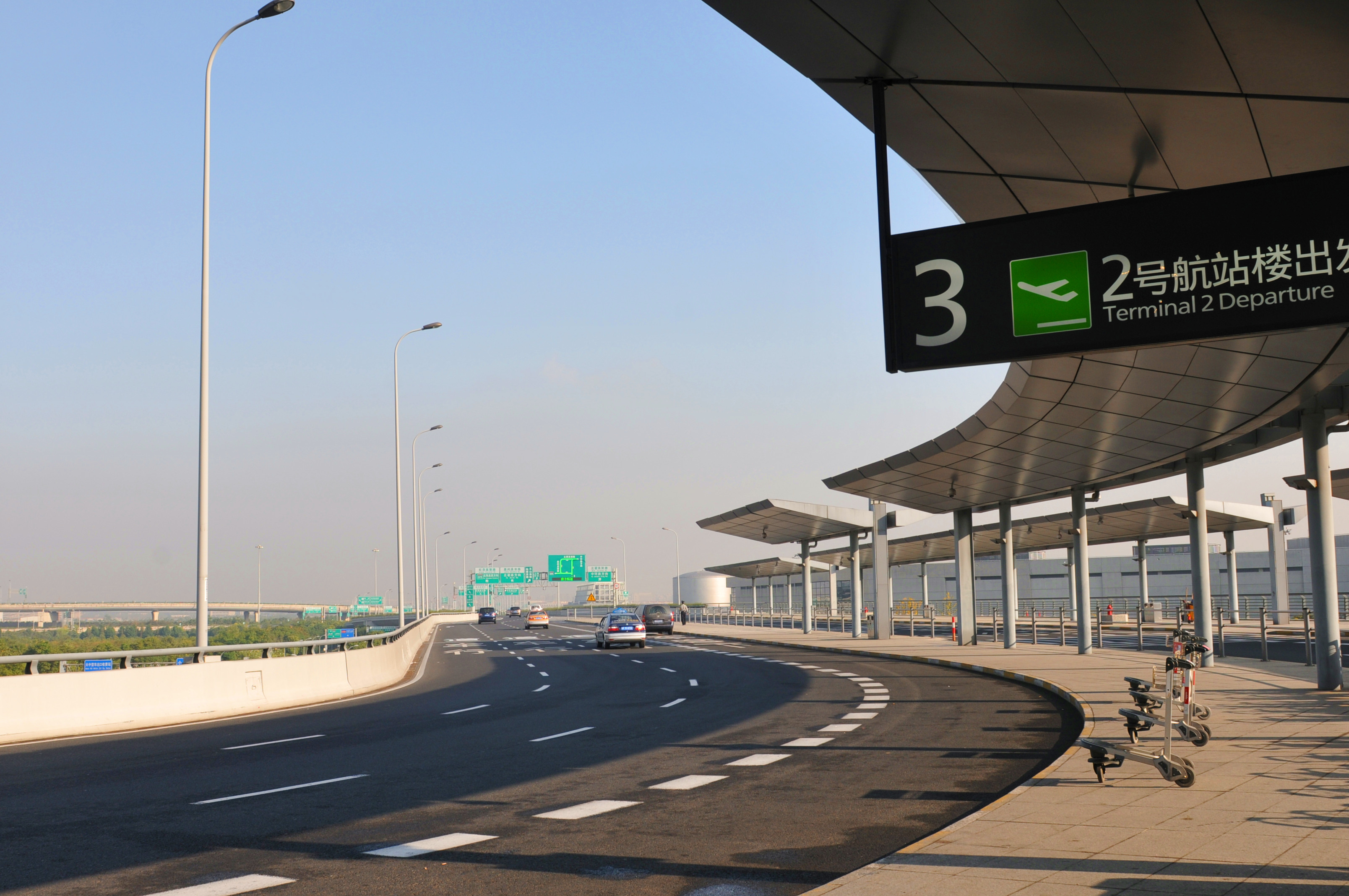
虹翟高架路

#### 枢纽内部高架道路
- 虹翟高架路（虹桥枢纽-北翟高架路）
- 建虹高架路（虹桥枢纽-嘉闵高架路）
- 扬虹高架路（虹桥枢纽-嘉闵高架路，直通崧泽高架路）
- 虹渝高架路（虹桥枢纽-G50公路，直通七莘路）

#### 枢纽对外高架道路
- 嘉闵高架路
- 北翟高架路
- 泽高架路（扬虹高架路-G15公路）
- 沪渝高速公路（G50公路）

### 其他主要地面道路
- 北侧：润虹路、仙霞西路、天山西路、北翟路
- 西侧：苏虹路、申长路、申兰路、建虹路、扬虹路、青虹路、华翔路
- 南侧：申昆路、兰虹路、申贵路、迎宾三路、七莘路
- 东侧：友乐路
- 对外：北翟路、七莘路、华翔路、沪青平公路

## 效益
- 提供超過一百萬個就業機會
- 推動建築及相關行業
- 推動周邊地區發展
- 建立京滬及各省市鐵路網絡
- 縮短長三角經濟圈的空間距離，使長三角地區的經濟聯繫更加緊密，有利於長三角經濟一體化
- 加强上海与长三角其它城市联系
- 提升上海作为国际航运中心的服务效率，提升上海国际航运中心的综合竞争力
- 为长江三角洲以及内陆腹地提供服务窗口，与整个区域经济密切联系。
- 促进长三角地区社会经济进一步快速发展，增强上海对长三角的辐射和带动作用

## 問題
- 根据《土地管理法》规定，征用基本农田以外的耕地超过35公顷、其他土地超过70公顷的，必须报国务院批准。但在2006年6月至8月，闵行区政府将整个虹桥交通项目用地1334公顷划分成26块，分别上报上海市政府。上海市政府就此下发26份批复文件，使得上述项目的用地审批成功规避国务院审批。而这种拆零批地的做法，在2004年国务院发布的《关于深化改革严格土地管理的决定》已禁止：“严禁规避法定审批权限，将单个建设项目用地拆分审批。”[9]

### 引用
1. ↑  《六十年家國：硬道理 （页面存档备份，存于）》(香港無綫電視，星期日檔案，2009年9月13日)
2. ↑  《60Years, A nation：The Absolute Principle （页面存档备份，存于）》(香港無綫電視，明珠檔案，2009年9月13日)
3. ↑  . 东方网. 2017-08-09  [2017-08-09]. （原始内容存档于2017-08-09）.
4. ↑  .   [2021-04-02]. （原始内容存档于2021-03-03）.
5. ↑  . 上海市人民政府. 2021-03-03  [2021-06-06]. （原始内容存档于2021-06-07）.
6. ↑  . 国家发展和改革委员会. 2021-02-24  [2021-06-06]. （原始内容存档于2021-06-06）.
7. ↑  . 上海机场（集团）有限公司.   [2017-09-21]. （原始内容存档于2017-09-21）.
8. ↑  . 长宁区政府. 2014-12-24  [2017-09-21]. （原始内容存档于2017-09-21）.
9. ↑  .   [2018-12-28]. （原始内容存档于2018-12-28）.